# اریک کلدو
اریک کلدو (انگلیسی: Eric Caldow; ۱۴ مهٔ ۱۹۳۴ – ۴ مارس ۲۰۱۹) بازیکن و مربی فوتبال اهل اسکاتلند بود.
از باشگاه‌هایی که در آن بازی کرده‌است می‌توان به باشگاه فوتبال کوربی تاون و باشگاه فوتبال رنجرز اشاره کرد.
وی همچنین در تیم‌های ملی فوتبال زیر ۲۱ سال اسکاتلند و اسکاتلند بازی کرده‌است.